# 우편함의 법칙
우편함의 법칙 (Mailbox rule, postal Acceptance)은 영미법에서 계약시 발효되는 시점을 결정할 때 쓰는 원칙이다. 발신주의 원칙이라고도 하며 승낙편지가 우편함에 들어간 시점을 계약이 체결된 것으로 보는 것이다.

## 관련 문헌
- 정경석, 지적재산권 이야기 (사례와 사진으로 읽는), 법률정보센타, 2006. ISBN 8992030088